# Lettiska SSR

Frimärke med Sovjetunionen och Lettiskas SSR:s flaggmotiv, 1980.

Lettiska socialistiska sovjetrepubliken (lettiska: Latvijas Padomju Sociālistiskā Republika), förkortat Lettiska SSR, var Lettlands namn som sovjetrepublik 1940–1990.

## Lettland blir en sovjetrepublik
Den självständiga republiken Lettland ockuperades den 17 juni 1940 av sovjetiska trupper, den 21 juli omdanades landet till Lettiska Socialistiska Sovjetrepubliken. Lettiska SSR annekterades av Sovjetunionen och upptogs formellt som dess 15:e unionsrepublik den 23 augusti samma år. Dessa händelser var en följd av Molotov-Ribbentroppakten från 1939 där Lettland tillerkändes den sovjetiska intressesfären. Den 22 juni 1941 utbröt krig mellan Tyska riket och Sovjetunionen varpå Lettiska SSR ockuperades av tyskarna. Landet blev därefter en del av Ostland; namnet för Estland, Lettland, Litauen och en del av Vitryssland under tysk ockupation 1941–1944. Under den tyska tiden utrotades större delen av Lettlands judiska befolkning medan en del letter anslöt sig till SS för att bekämpa Sovjetunionen. Under 1944 drev sovjetiska styrkor ut tyskarna ur landet (utom nordvästra Kurland som tyskarna höll ända till krigsslutet) och återskapade Lettiska SSR.
Efter krigets slut fortsatte en antisovjetisk gerilla att verka genom att skjuta vakter, inrikestrupper och partifunktionärer. Gerillan tros ha omfattat mellan 5 000 och 15 000 medlemmar och var som aktivast år 1945–1947.
Ungefär 5 000 letter flydde till Sverige. Den svenska regeringen förbjöd politisk verksamhet, censurerade deras tidningar och utlämnade 150 internerade lettiska soldater till Sovjetunionen. De internerade kunde på goda grunder anta att de skulle straffas för landsförräderi om de tvingades tillbaka. Utrikesminister Östen Undén hävdade flera gånger att Sovjetunionen var en rättsstat och att balternas rädsla var helt obefogad. Den så kallade baltutlämningen verkställdes den 25 januari 1946.
I Lettland kopplade ockupationsmyndigheterna greppet genom att den 20–30 mars 1949 (Marsdeportationerna) deportera ungefär 50 000 människor, främst småbrukare. På så vis underlättades omvandligen av jordbruket till ett kollektivjordbruk. Resultatet blev en dramatisk nedgång i jordbruksproduktionen. Man genomförde också en kraftig satsning på industrier. För att få tillräckligt med arbetskraft importerades arbetskraft från Ryska SFSR och övriga Sovjetunionen.
Efter Stalins död den 5 mars 1953 kunde letter börja få inflytande i det lettiska kommunistpartiet. Sekreteraren i Lettlands kommunistparti Eduards Berklavs ville i någon mån stoppa förryskningen av Lettland, begränsa den ryska invandringen, kräva någon kunskap i lettiska av tjänstemän och förhindra att lettiska ungdomar spreds över hela Sovjetunionen. 1959 anklagades han dock för nationalism och provästlighet och avsattes.
Berklavs ersattes av den mot Moskvatrogne rysslandsletten Arvīds Pelše som tidigt hade krävt kollektivisering av jordbruket och deportation av "klassfiender". Han såg till att industrialisering fortsatte, bland annat med en stor kemisk industri, och att rysk invandring uppmuntrades. Enligt vissa uppgifter ville han att huvudstaden Riga skulle byta namn till "Gagaringrad". Oändliga naturvärden förstördes för alltid när ett vattenkraftverk byggdes i floden Dvinas dalgång.
Kommunistpartiet var det enda tillåtna politiska partiet i Lettiska SSR.

## Kommunismen faller och Lettiska SSR blir Lettland
Efter Mikhail Gorbatjovs makttillträde i Sovjetunionen fick Lettiska SSR större autonomi under slutet av 1980-talet. Ett uttryck för detta var bland annat att man tilläts bruka den flagga som Lettland haft som nationsflagga under mellankrigstiden 1988; 1990 blev denna till och med officiell för Lettiska SSR. Kommunistpartiet förlorade under 1989/1990 sitt maktmonopol och den 4 maj 1990 bytte Lettiska SSR namn till Lettland.
Vid de demokratiska valen i mars 1990 erhöll självständighetsrörelsen 2/3 av rösterna. De sovjetiska myndigheterna och den sovjetiska militären försökte sedan störta det nya demokratiska lettiska ledarskapet. Detta misslyckades. I en folkomröstning den 3 mars 1991 röstade 73 % av befolkningen för självständighet. Därefter utropades den självständiga Republiken Lettland den 21 augusti. Lettland erkändes av Sovjetunionen den 6 september.

## Etnisk sammansättning och språk
Lettlands etniska sammansättning ändrades radikalt under tiden som Lettiska SSR. Den tidigare talrika judiska befolkningen (1935 4,9 % av landets befolkning) utrotades till stora delar under den tyska ockupationen 1941–1944. Större delen av tidigare så inflytelserika tyska befolkningen (1935 3,3 %) överflyttades till Tyskland och dess annekterade områden (främst Warthegau) efter 1940. Den lettiska befolkningen minskade kraftigt efter 1940 till följd av att tusentals flydde undan de sovjetiska styrkorna till Västeuropa och Amerika samt att omkring 100 000 letter deporterades av de sovjetiska myndigheterna till Sibirien. De sovjetiska myndigheterna uppmuntrade vidare slavisk, främst rysk, invandring till Lettiska SSR. av detta följde att den ryska andelen av befolkningen växte från 8,8 % 1935 till 34,0 % 1989.
Delrepubliken hade två officiella språk, lettiska och ryska. Dessa var inte jämställda, ryskan gynnades av myndigheterna, vilket gjorde att rysktalande personer inte lärde sig lettiska i någon större omfattning, något som präglar situationen i Lettland ännu på 2000-talet.

### Befolkning 1989
Lettiska SSR:s folkmängd uppgick 1989 till 2 666 600 invånare. Av dessa var 52,0 % letter, 34,0 % ryssar, 4,5 % belarusier, 3,4 % ukrainare, 2,3 % polacker, 1,3 % litauer, 0,9 % judar och 1,6 % övriga.

## Omstridd ockupation
Flera stater, däribland Förenta Staterna och Storbritannien erkände aldrig den sovjetiska annekteringen av Lettland, och därmed skapandet av Lettiska SSR. Dessa stater framhöll att det rörde sig om en sovjetisk ockupation av den suveräna Republiken Lettland, varför de upprätthöll kontakter med Lettlands exilregering. Den svenska statsmakten delade inte denna syn utan erkände den sovjetiska annekteringen.